# Gamma Microscopii
Gamma Microscopii (γ Mic) è una stella della costellazione del Microscopio.
È la stella più luminosa della costellazione: brilla con una magnitudine apparente di 4,67 a 223 anni luce dalla Terra e si sta avvicinando al sistema solare; all'incirca tra 3,8 milioni di anni disterà solamente 6 anni luce dalla Terra, e a quel tempo brillerà come una stella di magnitudine -3, superando così ampiamente in luminosità Sirio, la stella in quest'epoca più splendente, escluso il Sole, del firmamento. Ha una compagna a 26 secondi d'arco che pare non essere legata gravitazionalmente ad essa.